# عچرشیه بزرگ
عچرشیه بزرگ، روستایی از توابع بخش مرکزی شهرستان شادگان در استان خوزستان ایران است.
این روستا در دهستان دارخوین قرار دارد و براساس اخرین آمار 32 خانوار در آن زندگی میکند و جمعیت ان 125 نفر هستند.